# Margaret Gillies
Pour les articles homonymes, voir Gillies.
Margaret Gillies, née le 7 août 1803 et morte le 20 juillet 1887, est une miniaturiste et aquarelliste écossaise née à Londres.

## Biographie
Gillies est la deuxième fille de William Gillies, un marchand écossais de Throgmorton Street à Londres, et de sa femme Charlotte Hester Bonnor (morte en 1811), fille de Thomas Bonnor. Ayant perdu leur mère quand Margaret avait huit ans, et leur père ayant rencontré des revers en affaires, elle et sa sœur aînée, Mary (en) (1800-1870), sont placées sous la garde de leur oncle, Adam Gillies (en). Elles sont éduquées par lui, puis introduites dans la société d'Édimbourg,.
Avant l'âge de vingt ans, Gillies décide de gagner sa vie et retourne avec sa sœur dans la maison de leur père à Londres. Mary Gillies devient auteur, tandis que Margaret choisit d'être artiste professionnelle. Elle reçoit des cours de peinture miniature de Frederick Cruikshank et se forge une réputation. Le style de Cruikshank est basé sur celui d'Andrew Robertson,.
Au début des années 1830, Thomas Southwood Smith, médecin unitarien et pionnier de l'amélioration de la santé des pauvres, notamment à Londres, se sépare de sa seconde épouse, Mary, et part vivre avec les sœurs Gillies.
Le recensement de 1841 enregistre Margaret Gillies, âgée de 35 ans, vivant à Hortet's Terrace (St. Pancras) avec Thomas Smith âgé de 50 ans, Gertrude Hill âgée de 3 ans, Harriet Lebe 21 ans et Sarah Hargrove 15 ans. Smith et Gillies vivent ensemble à Highgate à partir de 1844. Smith et Gillies s'associent avec un groupe autour du Monthly Repository (en), un périodique unitarien. Mary Gillies participe à sa rédaction à partir de 1836,. Margaret Gillies illustre en 1842 le premier rapport de Smith en tant qu'inspecteur des mines, lors d'une tournée dans le Leicestershire et le Yorkshire de l'Ouest.
Vers 1850, l'atelier de Gillies se trouve au 36, rue Percy, où elle accueille brièvement « l'auto-icône » de Jeremy Bentham, sur le cadavre duquel Southwood Smith avait mené une dissection publique très controversée en 1832. Elle se rend en 1851 à Paris pour un an, où elle travaille dans les ateliers d'Henry et Ary Scheffer, et à son retour en Angleterre, elle expose quelques portraits à l'huile,. Elle se concentre ensuite sur la peinture à l'aquarelle, choisissant généralement des sujets domestiques, romantiques ou sentimentaux, pour lesquels elle était surtout connue. Elle rejoint la Society of Women Artists en 1856. En 1854, à court d'argent, ils déménagent à The Pines, près de Weybridge, mais Gillies garde un studio au 6 Southampton Street, près de Fitzroy Square (devenu plus tard le 27 Conway Street). Le recensement de 1861 enregistre Mary Gillies 60 ans, auteur et Margaret Gillies 56 ans, artiste en aquarelle, vivant à Heath House, Weybridge avec Thomas S. Smith, 72 ans, médecin et veuf, son fils Herman Smith 40 ans, marchand de vin, sa petite-fille Gertrude Hill 23 ans, ainsi qu'une cuisinière et une domestique. Thomas Southwood Smith meurt à Florence, en Italie en 1861.

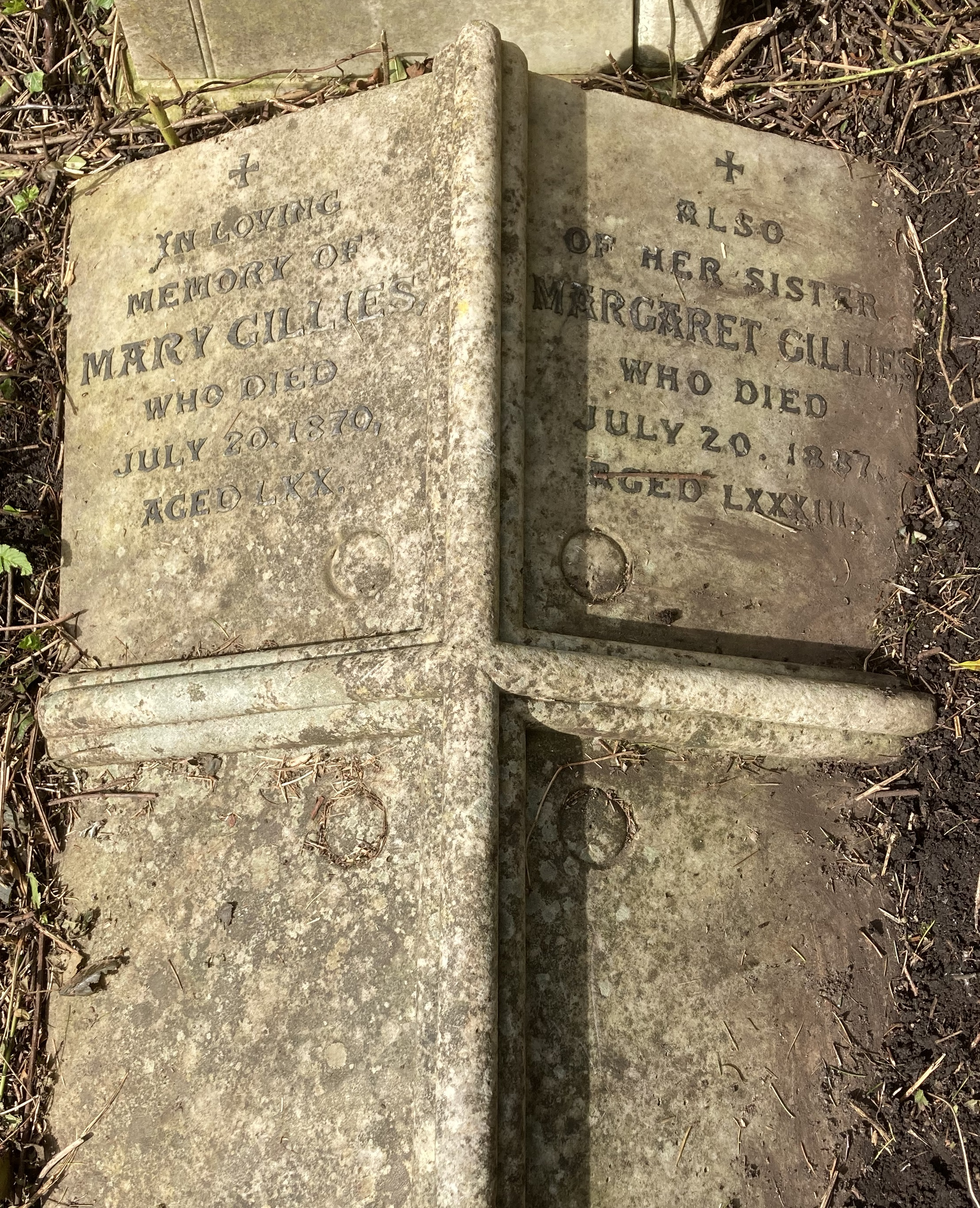
Tombe des sœurs Gillies au Cimetière de Highgate.

Après la mort de Smith, Margaret et Mary Gillies vivent pendant de nombreuses années au 25 Church Row, Hampstead. Avec elles vivaient Charles Lewes, fils de George Lewes, l'amant de George Eliot, et sa femme Gertrude, la petite-fille de Southwood Smith. Mary Gillies meurt en 1870 et au début de 1887, Gillies déménage à The Warren, Crockham Hill, dans le Kent, où elle meurt plus tard cette année-là, le 20 juillet, d'une pleurésie, après quelques jours de maladie. Parmi ses élèves se trouvait Marian Emma Chase, et elle a donné des encouragements précoces à Anna Mary Howitt (en) et à la portraitiste Mary Field, épouse de l'architecte Horace Field (en).
En 1866, elle achète une tombe dans la section des dissidents du côté ouest du cimetière de Highgate pour un bébé mort-né de Charles et Gertrude Lewes. Sa sœur a ensuite été enterrée dans cette tombe le 23 juillet 1870, tout comme Catherine, la veuve du poète et critique Richard Hengist Horne, le 6 septembre 1893.

## Œuvres
Avant l'âge de 24 ans, Gillies est chargée de peindre une miniature de William Wordsworth et reste à Rydal Mount pendant plusieurs semaines. Trois de ses peintures à l'huile sont dans les collections nationales britanniques - à Aberystwyth, Nottingham et à la National Portrait Gallery. Pamela Gerrish Nunn a écrit qu'elle « combinait une esthétique du début de l'époque victorienne avec une indépendance d'esprit du milieu de l'époque victorienne ».

### Portraitiste
Au cours des années 1830 et 1840, Gillies suit une carrière de portraitiste et, expose régulièrement des portraits aux expositions de la Royal Academy,. Ses sujets comprennent des personnalités féministes : Mary Leman Grimstone, Mary Howitt et sa fille Anna Mary Howitt, Harriet Martineau du groupe Monthly Repository,. Elle peint également le poète et critique Richard Henry Horne (en) et Anne Marsh-Caldwell la romancière.
Son portrait de Charles Dickens, peint à l'époque où il écrivait Un chant de Noël, est présent à l'exposition d'été de 1844 de la Royal Academy of Arts. Après l'avoir vu là-bas, Elizabeth Barrett Browning déclare qu'il montrait Dickens avec « la poussière et la boue de l'humanité autour de lui, malgré ces yeux d'aigle ». Une forme simplifiée a été utilisée comme frontispice du livre A New Spirit of the Age la même année. L'emplacement du tableau restera inconnu durant de nombreuses années, jusqu'à ce qu'il soit redécouvert à Pietermaritzburg, en Afrique du Sud,, et acquis et restauré par le marchand d'art Philip Mould (en) en 2018.

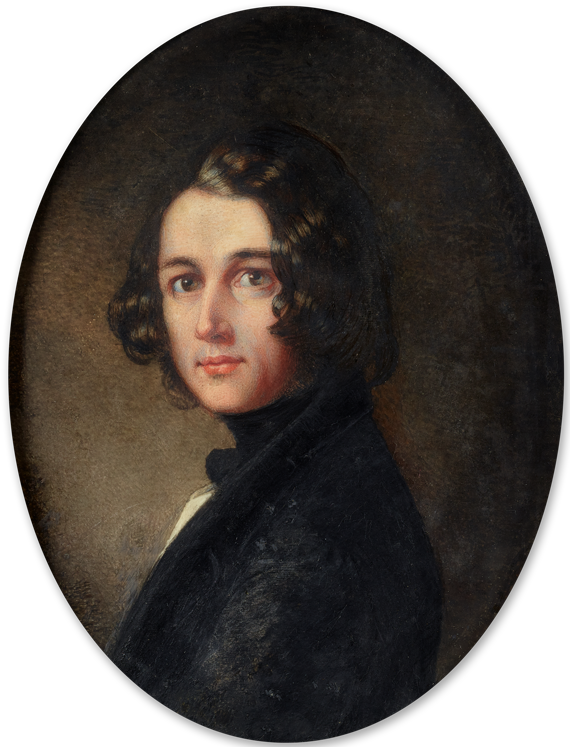
Portrait de Charles Dickens (1843)
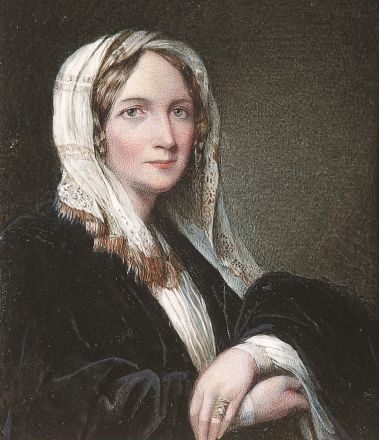
Portrait d’Isabella Fenwick
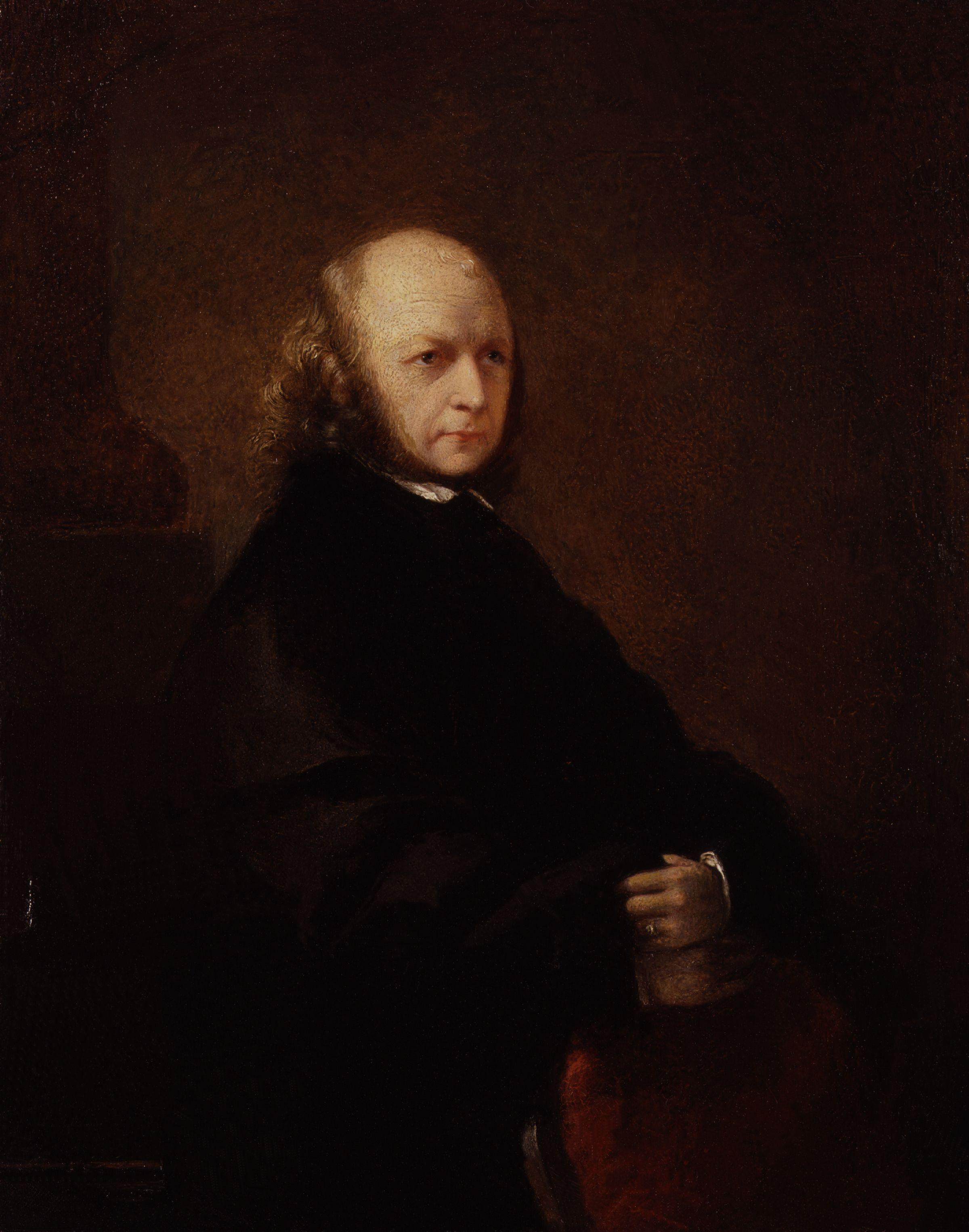
Portrait de Richard Henry Horne

### Aquarelliste

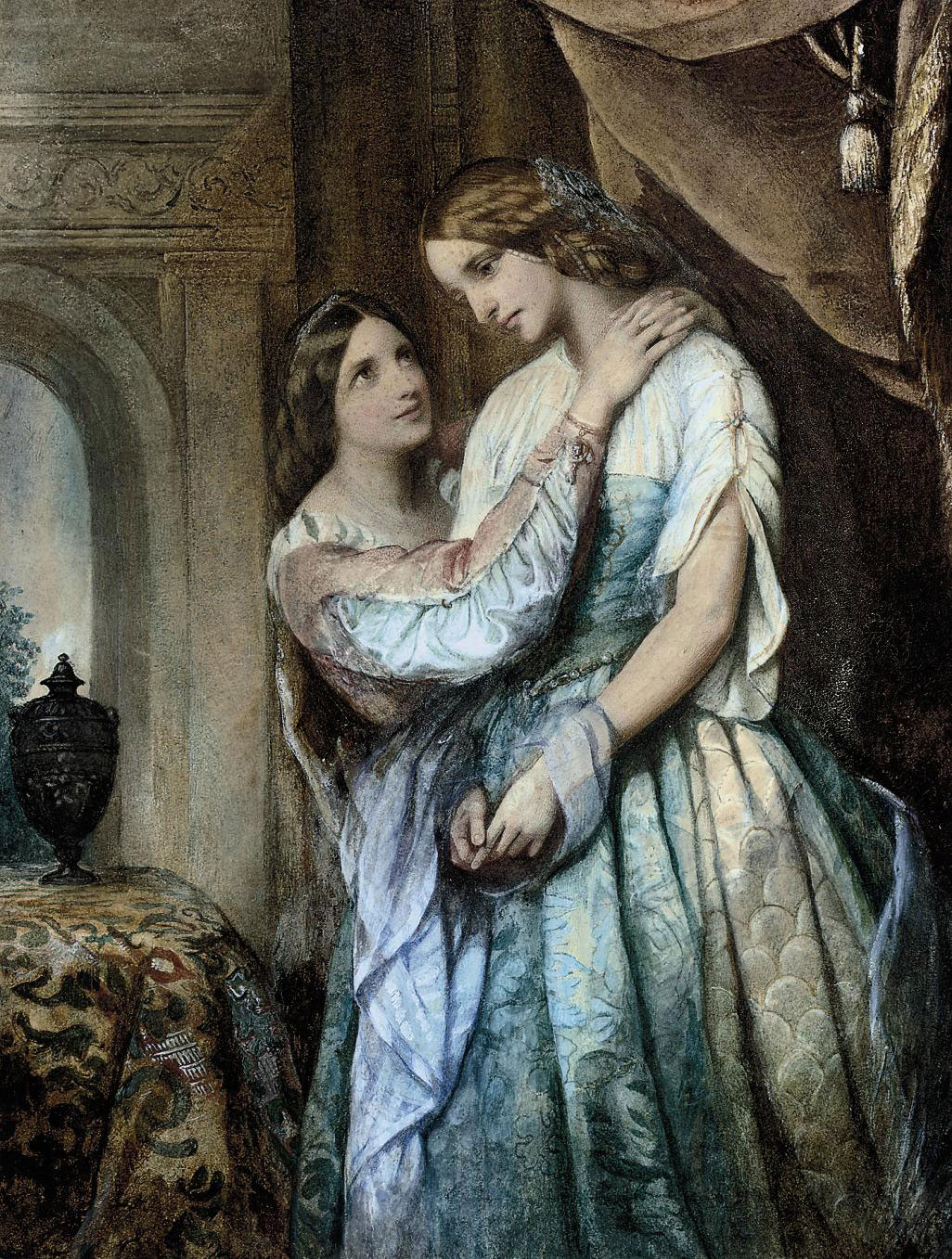
Rosalind et Celia, 1857.

En 1852, Gillies est élue associée de la Old Society of Painters in Water Colors et contribue à ses expositions pour le restant de sa vie. Ses œuvres exposées comprenaient:
- Past and Future, 1855, et The Heavens are telling, 1856, tous deux gravés
- Rosalind and Celia, 1857
- Una and the Red Cross Knight in the Cavern of Despair, An Eastern Mother, et Vivia Perpetua in Prison, 1858
- A Father and Daughter, 1859
- Imogen after the Departure of Posthumus, 1860
- Beyond, 1861
- The Wanderer, 1868
- Prospero and Miranda, 1874
- Cercando Pace, un dessin en trois compartiments, 1875
- The Pilgrimage, exposé à l'exposition du jubilé royal à Manchester en 1887

Son dernier travail fut Christiana by the River of Life, exposé en 1887.